# Hubert Weckbach
Hubert Weckbach (* 28. Oktober 1935 in Rippberg; † 19. März 2018) war ein deutscher Archivar. Er war von 1961 bis 1997 stellvertretender Leiter des Stadtarchivs Heilbronn und veröffentlichte eine Vielzahl von Aufsätzen und Monografien, überwiegend zur Heilbronner Stadtgeschichte.

## Leben
Weckbach absolvierte das Abitur am Theodor-Heuss-Gymnasium Heilbronn und trat 1956 als Anwärter des gehobenen Archivdienstes bei der Stadt Heilbronn ein. Nach einer Abordnung ans Hauptstaatsarchiv Stuttgart 1958/59 und dem Besuch der Archivschule Marburg 1959/60 bestand er mit Auszeichnung die Diplomprüfung zum gehobenen Archivdienst und kehrte anschließend ans Stadtarchiv Heilbronn zurück, dessen stellvertretender Leiter er ab 1961 war. Zusammen mit dessen langjährigem Leiter (1963–1991) Helmut Schmolz prägte Weckbach die Entwicklung des Stadtarchivs, das in dieser Zeit zweimal umzog. Neben der laufenden archivarischen Arbeit war er an der Konzeption und Erarbeitung der Ausstellungen des Archivs beteiligt und schrieb, meist zusammen mit Schmolz, grundlegende Werke zur Stadtgeschichte. Darüber hinaus verfasste er eine Vielzahl lokalgeschichtlicher Aufsätze, gestaltete Bildbände und lektorierte weitere Veröffentlichungen des Stadtarchivs. Insgesamt umfasst sein Werkverzeichnis nahezu 250 Nummern.
Viele Aufsätze Weckbachs erschienen in der heimatgeschichtlichen Beilage der Tageszeitung Heilbronner Stimme, Schwaben und Franken, deren redaktionelle Betreuung ihm ebenfalls oblag. Zusammen mit Helmut Schmolz hatte er von 1969 bis 2001 die Schriftleitung des vom Historischen Verein Heilbronn herausgegeben Jahrbuchs für schwäbisch-fränkische Geschichte inne, in dem er ebenfalls publizierte. Im Historischen Verein war er über 20 Jahre Schriftführer und Ausschussmitglied. Als er 1997 im Rang eines Stadtarchivrats (seit 1990) nach 41 Dienstjahren in den Ruhestand trat, war er der Heilbronner Archivar mit der längsten Amtszeit.

## Werke (Auswahl)
- Heilbronn mit Böckingen, Neckargartach, Sontheim. Die alte Stadt in Wort und Bild. 2 Bände. Konrad, Weißenhorn 1966–1967, DNB 456938184 (mit Helmut Schmolz)
- Heilbronn. Geschichte und Leben einer Stadt. Konrad, Weißenhorn 1971, DNB 458862347 (mit Helmut Schmolz)
- Die Vergangenheit für die Zukunft bewahren. Das Stadtarchiv Heilbronn. Geschichte – Aufgaben – Bestände. Stadtarchiv Heilbronn, Heilbronn 1993, ISBN 3-928990-41-1 (mit Christhard Schrenk)
- Heilbronner Köpfe. Stadtarchiv Heilbronn, Heilbronn 1998, ISBN 3-928990-64-0
- Von Helibrunna nach Heilbronn. Eine Stadtgeschichte. Theiss, Stuttgart 1998, ISBN 3-8062-1333-X (mit Christhard Schrenk und Susanne Schlösser)
- „Schau, dort spaziert Herr Biedermeier …“ Die Lithograpien der Gebrüder Wolff aus Heilbronn. Stadtarchiv Heilbronn, Heilbronn 2002, ISBN 3-928990-83-7